# Lachte (Naturschutzgebiet)
Lachte ist ein der Name eines Naturschutzgebietes entlang des namensgebenden Flusses Lachte in den niedersächsischen Gemeinden Eldingen, Beedenbostel und Lachendorf in der Samtgemeinde Lachendorf im Landkreis Celle und in der Stadt Celle.

## Allgemeines
Das Naturschutzgebiet mit dem Kennzeichen NSG LÜ 287 ist 489 Hektar groß, davon entfallen 364 Hektar auf den Landkreis und 125 Hektar auf die Stadt Celle. Das gesamte Naturschutzgebiet ist Bestandteil des FFH-Gebietes Nr. 086 „Lutter, Lachte, Aschau (mit einigen Nebenbächen)“. Das Gebiet steht seit dem 9. April 2009 unter Schutz. Zuständige untere Naturschutzbehörden sind die Stadt und der Landkreis Celle.

## Beschreibung
Das Naturschutzgebiet liegt östlich von Celle und umfasst die überwiegend recht schmale Talniederung des namensgebenden Flusses Lachte ohne den Oberlauf im benachbarten Landkreis Gifhorn, der im Naturschutzgebiet „Obere Lachte, Kainbach, Jafelbach“ liegt.
Das Schutzgebiet ist geprägt von dem streckenweise naturnahen und durchgängigen Flusslauf der Lachte. Die Lachte verfügt über ein sandig-kiesiges Bachbett und sehr gut ausgeprägte Wasservegetation. Im Schutzgebiet sind zahlreiche Teiche zu finden. Der Flusslauf der Lachte wird von Auen- und Bruchwäldern sowie Laub- und Mischwäldern und Grünlandflächen, darunter auch Feuchtwiesen, begleitet. Die Uferbereiche werden vielfach von Hochstaudenfluren, Seggenriedern, Röhrichten und Feuchtgebüschen eingenommen. Daneben sind vereinzelt Ackerflächen im Naturschutzgebiet zu finden. Die Wälder und landwirtschaftlichen Nutzflächen werden größtenteils bewirtschaftet, einige Flächen liegen brach und versumpfen teilweise.
An verschiedenen Abschnitten der Lachte wurden die Altarme wieder reaktiviert und renaturiert. Hierzu zählte unter anderem der Altarmanschluss „Königsplatz“ im Stadtgebiet Celle und „Alte Ahnsbecker Stege“ bei Beedenbostel. Nahe Beedenbostel wurde im Frühjahr 2015 ein Teilstück des ursprünglichen Gewässerverlaufes durch Ausbaggern reaktiviert und teilweise standorttypischer Kies als Laichbank eingebaut. Hierfür wurden rund 70.000 Euro aufgewandt, die überwiegend von der Europäischen Union, aber auch vom Landkreis Celle und einzelnen NABU-Ortsgruppen des Landkreises aufgebracht wurden.

Lachte-Altarm „Alte Ahnsbecker Stege“
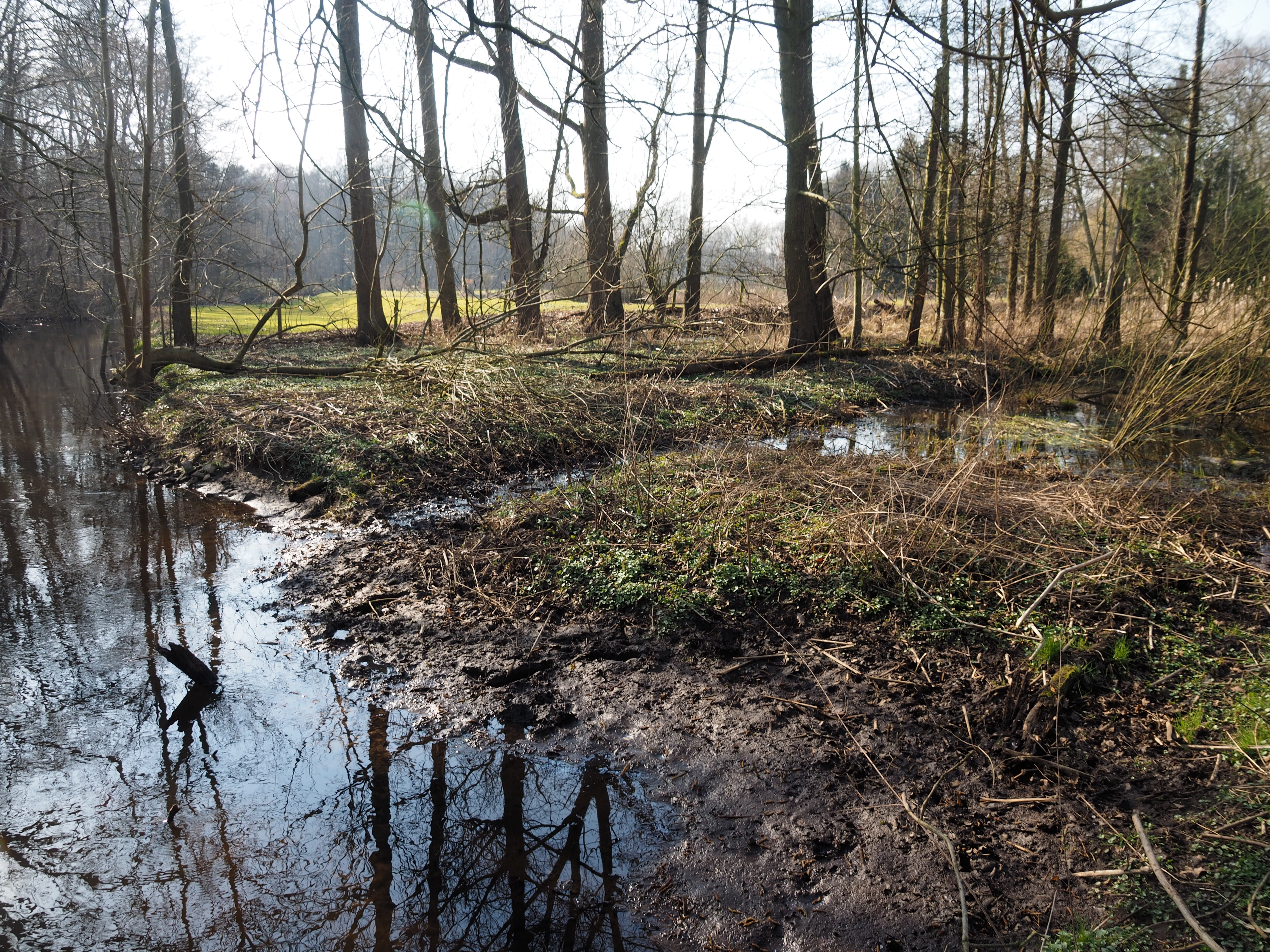
März 2015, vor der Reaktivierung
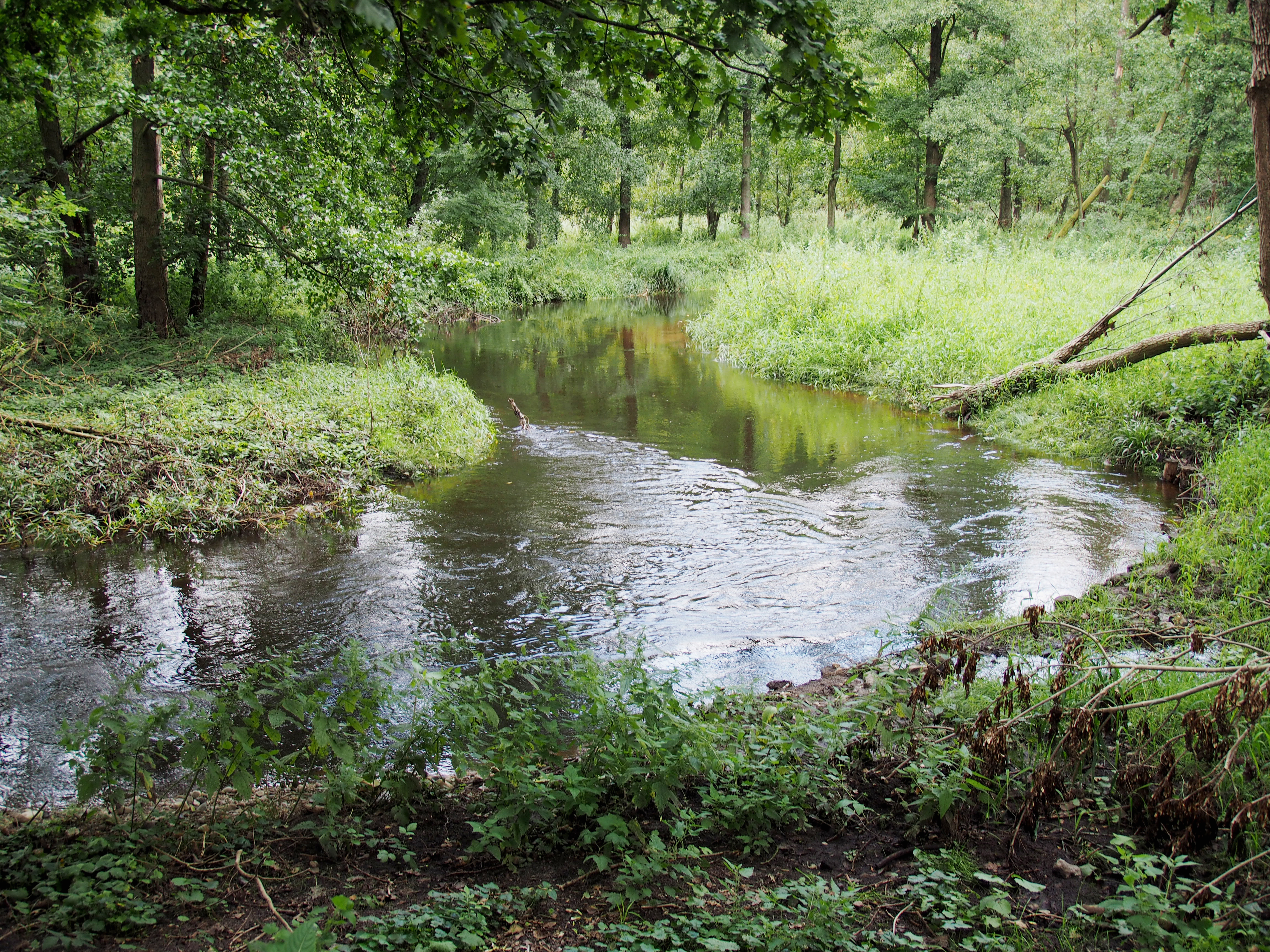
August 2015, nach der Reaktivierung und Renaturierung

## Flora und Fauna
Die Lachte und ihre Uferbereiche bieten zahlreichen Tier- und Pflanzenarten einen Lebensraum. Im Naturschutzgebiet kommen u. a. Fischotter, Kammmolch, Bachneunauge, Groppe und Steinbeißer, Große Moosjungfer und Grüne Flussjungfer sowie Flussperlmuschel vor. Der Schwarzstorch ist Nahrungsgast.

## Benachbarte Schutzgebiete
Das Naturschutzgebiet „Lachte“ grenzt in seinem Verlauf an mehrere andere Schutzgebiete. Südwestlich von Steinhorst schließt es an das im Landkreis Gifhorn liegende Naturschutzgebiet „Obere Lachte, Kainbach, Jafelbach“ an, zwischen Wohlenrode und Hohnhorst grenzt es an das Naturschutzgebiet „Frehmbeck“, nordöstlich von Lachendorf an das Naturschutzgebiet „Lutter“ und zwischen Lachendorf und dem Celler Ortsteil Lachtehausen an das Naturschutzgebiet „Schweinebruch“. In Celle schließt sich das Naturschutzgebiet „Obere Allerniederung bei Celle“ an, in dem auch der unterste Abschnitt der Lachte ab der Querung der Landesstraße 282 im Celler Ortsteil Lachtehausen bis zur Mündung in die Aller liegt. Südwestlich von Steinhorst und dem Naturschutzgebiet „Lutter“ grenzt das Gebiet vielfach an das Landschaftsschutzgebiet „Südheide“. Zwischen Steinhorst und Beedenbostel liegt es am Südrand des Naturparks Südheide.

## Schutzgebiete im Flusssystem der Lachte
Das insgesamt 5113 Hektar große FFH-Gebietes „Lutter, Lachte, Aschau (mit einigen Nebenbächen)“ umfasst große Teile des Flusssystems der Lachte und insgesamt drei Naturschutzgebiete:
- Lachte (489 Hektar)[2]
- Obere Lachte, Kainbach, Jafelbach (1090 Hektar)[2]
- Lutter (2435 Hektar, Lutter mit diversen Nebenbächen)[2]

Zusätzlich umfasst das FFH-Gebiet das Tal der Aschau nebst dem Unterlauftal des Quarmbaches.